# Vorarlberger Landesausschuß (1945)

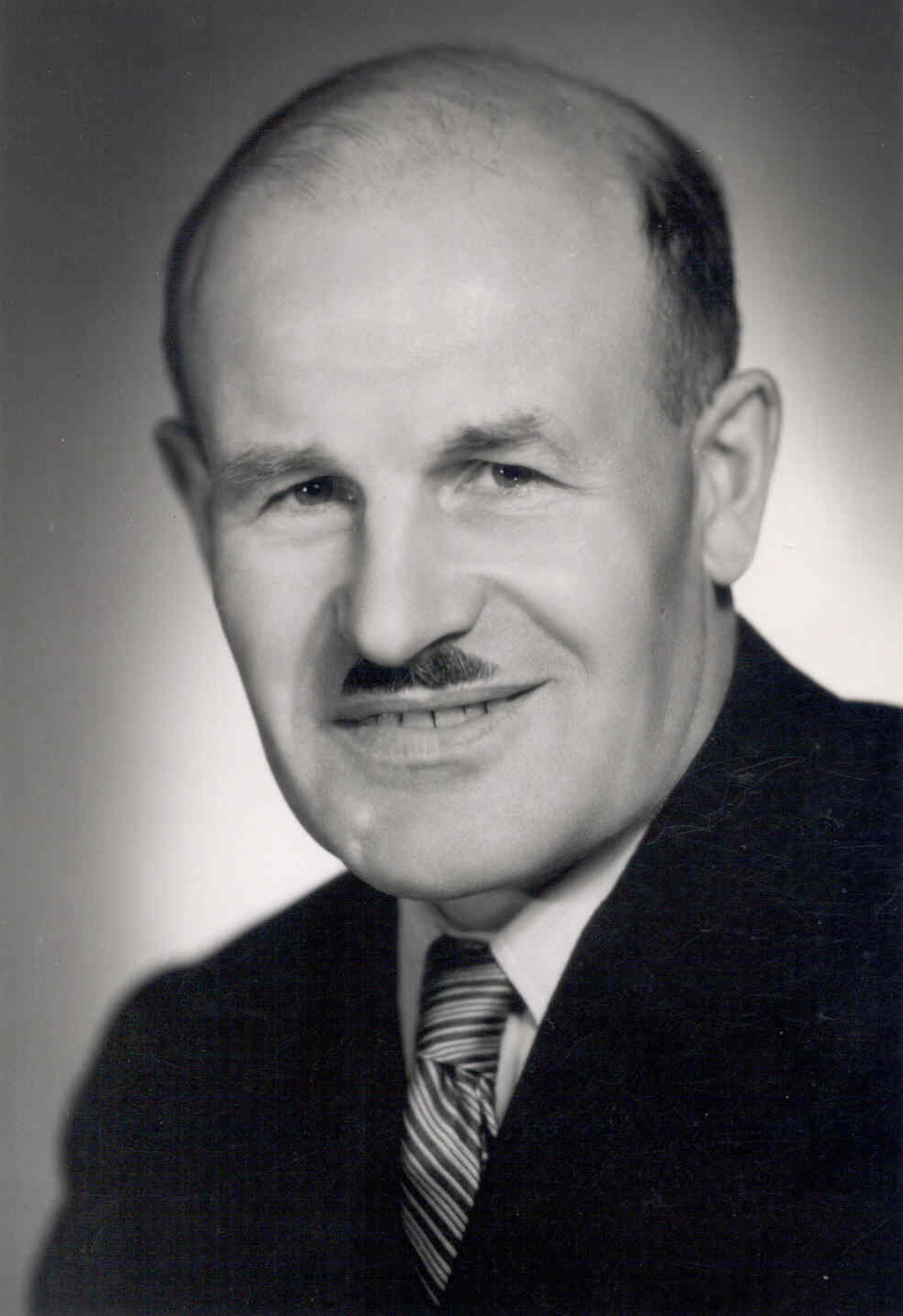
Ulrich Ilg, Präsident des Landesausschusses

Der Vorarlberger Landesausschuß war die erste provisorische Landesregierung nach der Beendigung des Zweiten Weltkriegs und der Befreiung Vorarlbergs im Jahr 1945.

## Geschichte und Funktion
Gebildet wurde der Landesausschuß auf Drängen politischer Kräfte in der Bevölkerung, die auf die Wiedererlangung der von den Nationalsozialisten aberkannten Souveränität des Landes Vorarlberg drängten. Die französische Militärverwaltung förderte den Aufbau einer zivilen Verwaltung in Vorarlberg mit unbelasteten Personen, bis zum 17. September 1945 bestand noch ein Verbot politischer Parteien (wenn auch diese rasch wieder sichtbar wurden). Der Landesausschuß unter dem Vorsitz von Präsident Ulrich Ilg wurde am 24. Mai 1945 von der Besatzungsbehörde bestellt und nach der Landtagswahl am 25. November am 11. Dezember durch die gewählte Landesregierung Ilg I abgelöst.
Der Landesausschuß agierte zugleich als gesetzgebendes (legislatives) und vollstreckendes (exekutives) Organ, da es noch keinen gewählten Landtag als offizielles Legislativorgan gab. Die Unterordnung dieser provisorischen Landesregierung unter die französischen Besatzungsbehörden war eine der strikten Auflagen, die im Bestellungsdekret verankert waren. Seinen Sitz hatte der Landesausschuß in Feldkirch, wo auch die Besatzungsbehörden für Vorarlberg situiert waren. Erst die spätere gewählte Landesregierung verlegte den Regierungssitz wieder nach Bregenz. Während im Rest Österreichs die Parteienlandschaft in drei Spektren unterteilt wurde (Volkspartei, Sozialisten und Kommunisten), erklärten die Vorarlberger Sozialisten, im Landesausschuß die Agenden der Kommunisten ebenfalls zu übernehmen. Ab 30. Oktober 1945 wurde die KPÖ dennoch als eigene Fraktion im Landesausschuß berücksichtigt, was zur Folge hatte, dass auch die ÖVP ein weiteres Mitglied stellte, um das Kräfteverhältnis wieder an die zuletzt vor dem Anschluss abgehaltenen Wahlen anzugleichen.
Neben dem Landesausschuss als oberste Ebene wurden auch die Verwaltungen in Dörfern und Städten wieder mit verlässlichen Personen aufgebaut. Um die Entnazifizierung zu erreichen, wurde auch als weitere Verwaltungsebene die Österreichische demokratische Widerstandsbewegung als überparteiliche, antifaschistische Organisation eingerichtet.

## Bestellungsdekret
Originalwortlaut des Bestellungsdekrets vom 24. Mai 1945:

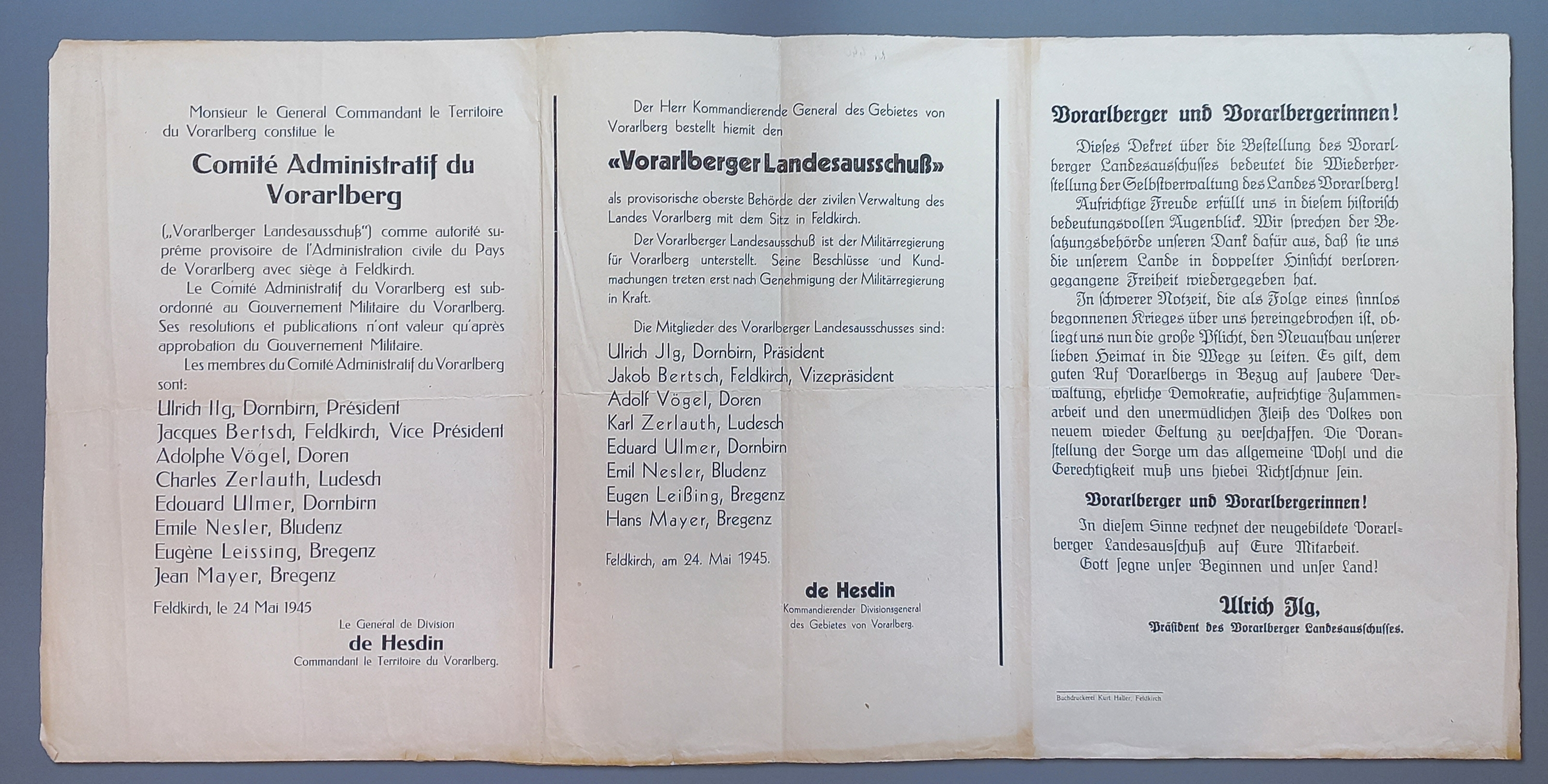
Bestellungsdekret anlässlich des Festaktes, "80. Jahrestag der Wiederherstellung des Landes Vorarlberg" im Kolpinghaus Feldkirch am 20. Mai 2025

Der Herr kommandierende General des Gebietes von Vorarlberg bestellt hiermit den
«Vorarlberger Landesausschuß»
als provisorische oberste Behörde der zivilen Verwaltung des Landes Vorarlberg mit dem Sitz in Feldkirch.
Der Vorarlberger Landesausschuß ist der Militärregierung für Vorarlberg unterstellt. Seine Beschlüsse und Kundmachungen treten erst nach Genehmigung der Militärregierung in Kraft.
Die Mitglieder des Vorarlberger Landesausschusses sind: 
Ulrich Ilg, Dornbirn, Präsident
Jakob Bertsch, Feldkirch, Vizepräsident
Adolf Vögel, Doren
Karl Zerlauth, Ludesch
Eduard Ulmer, Dornbirn
Emil Nesler, Bludenz
Eugen Leißing, Bregenz
Hans Mayer, Bregenz
Feldkirch, am 24. Mai 1945
Das Bestellungsdekret wurde den versammelten Mitgliedern des Landesausschusses am 24. Mai 1945 von General d'Hesdin in Feldkirch übergeben und zur Kenntnis gebracht. Das Original des Dekrets wurde in französischer Sprache verfasst und anschließend ins Deutsche übersetzt. Direkt anschließend an die Übergabe des Dekrets tagte der Landesausschuß erstmals im Gebäude des damaligen Landesmehlbüros (Kolpinghaus Felkirch ausgestellt).

## Zusammensetzung
| Amt                          | Name             | Partei | Ressorts                                     |
| ---------------------------- | ---------------- | ------ | -------------------------------------------- |
| Präsident                    | Ulrich Ilg       | ÖVP    | Präsidium, Sicherheitswesen, Inneres, Justiz |
| Vizepräsident                | Jakob Bertsch    | SPÖ    | Fürsorge, Bauwesen, Post- und Fernmeldewesen |
| Mitglied                     | Adolf Vögel      | ÖVP    | Finanzen                                     |
| Mitglied                     | Karl Zerlauth    | ÖVP    | Ernährung und Landwirtschaft                 |
| Mitglied                     | Eduard Ulmer     | ÖVP    | Wirtschaft                                   |
| Mitglied                     | Emil Nesler      | SPÖ    | Arbeit                                       |
| Mitglied                     | Eugen Leißing    | ÖVP    | Kultur, Erziehung, Wissenschaft              |
| Mitglied                     | Hans Mayer       | SPÖ    | Verkehrswesen, Wiedergutmachung              |
| Mitglied ab 30. Oktober 1945 | Andreas Sprenger | ÖVP    |                                              |
| Mitglied ab 30. Oktober 1945 | Max Haller       | KPÖ    |                                              |